# Tömegspektrográf
A tömegspektrográfot Francis William Aston találta fel. Ez egy olyan szerkezet, amely képes az atommagok töltésének és tömegének arányát megmérni, és azokat e szerint szétválasztani. Működése egyszerű törvényszerűségen alapul. Ha mágneses mezőbe az erővonalakra merőlegesen töltéssel rendelkező részecskéket „lövünk” be, akkor azok körpályára állnak ezen képlet szerint:
{\displaystyle Q*v*B=m*v^{2}/r}, ahol B a mágneses térerősség, Q a részecske töltése, v a részecske sebessége és r a pálya sugara.
Módosítsuk a képletet az atomoknál megszokott jelölések szerint:
Legyen Z a részecske tömegszáma, azaz töltése {\displaystyle Q=A*e}, ahol {\displaystyle e=1,602*10^{-19}} coulomb, A pedig a tömege.
Így a képlet: {\displaystyle Z*B=A*v^{2}/r}
Ezt rendezve: {\displaystyle Z/A=v^{2}/r*B}
Tehát a Z/A aránynak megfelelően változik a sugár is. Ez teszi lehetővé, hogy az izotópokat is lehetséges szétválasztani, ezt használják ki a kormeghatározási eljárások többségénél is. Felhasználják akár 100%-os tisztaságú vegyületek, atomok előállítására. Izotópszétválasztáskor az atomokat teljesen megfosztják elektronjaitól, míg molekulameghatározásnál csak néhány elektrontól.